# Sungin-dong
Sungin-dong (koreanska: 숭인동)  är en stadsdel i stadsdistriktet Jongno-gu i Sydkoreas huvudstad Seoul. 

## Indelning
Administrativt är Sungin-dong indelat i:
| Namn    | Namn              | Yta km² | Invånare 31 dec 2020 |
| ------- | ----------------- | ------- | -------------------- |
| 숭인1동 | Sungin 1(il)-dong | 0,23    | 6 388                |
| 숭인2동 | Sungin 2(i)-dong  | 0,35    | 10 178               |